# Барановская (Кадуйский район)
Барановская — деревня в Кадуйском районе Вологодской области.
Входит в состав сельского поселения Семизерье (до 2015 года была центром Барановского сельского поселения), с точки зрения административно-территориального деления — центр Барановского сельсовета.
Расположена на берегу небольшой реки, притока Неги (приток Суды). Расстояние по автодороге до районного центра Кадуя — 72 км. Ближайшие населённые пункты — Кананьевская, Коротневая, Крестовая, Ларионовская, Савельевская.
По переписи 2002 года население — 137 человек (66 мужчин, 71 женщина). Преобладающая национальность — русские (97 %).